# Pseudoclimaciella elisabethae
Pseudoclimaciella elisabethae is een insect uit de familie van de Mantispidae, die tot de orde netvleugeligen (Neuroptera) behoort. 
Pseudoclimaciella elisabethae is voor het eerst wetenschappelijk beschreven door Navás in 1936.